# Haematopota pekingensis
Haematopota pekingensis är en tvåvingeart som först beskrevs av Liu 1958.  Haematopota pekingensis ingår i släktet Haematopota och familjen bromsar. Inga underarter finns listade i Catalogue of Life.